# Nick Cunningham
Nick Cunningham (San Jose, 8 maggio 1985) è un bobbista statunitense.

## Biografia
Compete dal 2008 come frenatore per la squadra nazionale statunitense. Debuttò in Coppa del Mondo a Park City nell'ultima gara della stagione 2008/09 classificandosi ventiduesimo nel bob a quattro pilotato da Mike Kohn. Nelle categorie giovanili ha partecipato ai mondiali juniores tenutisi a Park City nel 2011 classificandosi settimo in entrambe le specialità.

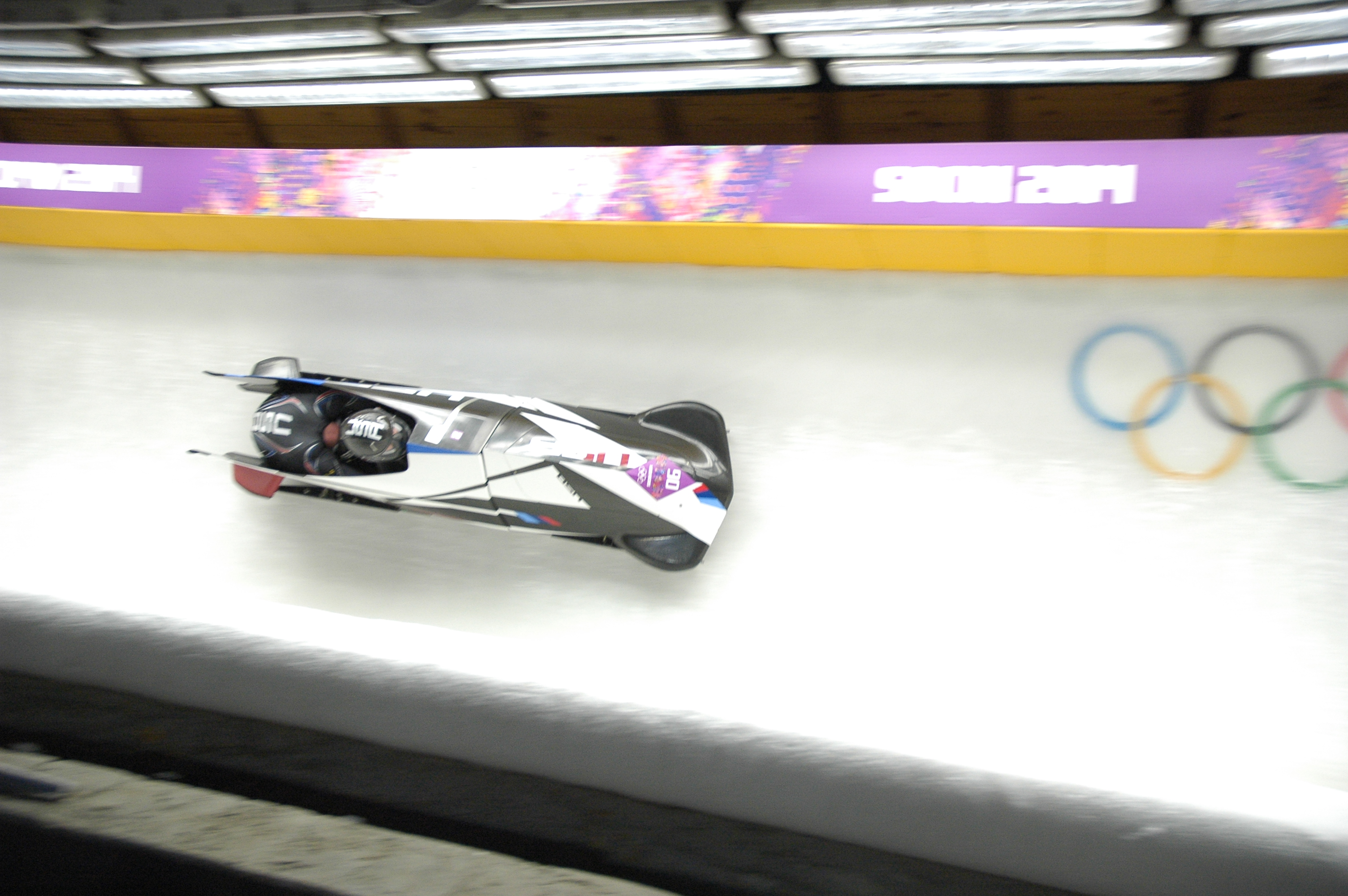
Nick Cunningham alla guida del bob a due alle Olimpiadi di

Nel 2010 partecipò ai XXI Giochi olimpici invernali di Vancouver, dove si classificò 12° nel bob a due e 13° nel bob a quattro, sempre in coppia con Kohn. Al termine della kermesse olimpica decide di passare al ruolo di pilota e conquistò il suo primo podio il 10 novembre 2012 a Lake Placid con il terzo posto nella gara a quattro. Alle Olimpiadi di Soči 2014 fu invece undicesimo  nel bob a due e decimo nel bob a quattro.
Ai campionati mondiali disputati da pilota totalizzò come migliore risultato il 9º posto nel bob a due, il 13º nel bob a quattro e il 4° nella gara a squadre, tutti ottenuti a Lake Placid 2012 mentre da frenatore ha come unico risultato l'11º posto nel bob a quattro durante l'edizione di Lake Placid 2009. 
Ha inoltre vinto cinque trofei della Coppa Nordamericana: bob a due e combinata maschile nel 2011/12 e tutte e tre le specialità nel 2016/17.

## Palmarès

### Coppa del Mondo
- Miglior piazzamento in classifica generale nel bob a due: 6° nel 2013/14;
- Miglior piazzamento in classifica generale nel bob a quattro: 10° nel 2012/13;
- Miglior piazzamento in classifica generale nella combinata: 8° nel 2014/15;
- 6 podi (5 nel bob a due e 1 nel bob a quattro):
  - 3 secondi posti (tutti nel bob a due);
  - 3 terzi posti (2 nel bob a due e 1 nel bob a quattro).

### Circuiti minori

#### Coppa Nordamericana
- Vincitore della classifica generale nel bob a due nel 2011/12 e nel 2016/17;
- Vincitore della classifica generale nel bob a quattro nel 2016/17;
- Vincitore della classifica generale nella combinata maschile nel 2011/12 e nel 2016/17;
- 64 podi (31 nel bob a due, 33 nel bob a quattro):
  - 27 vittorie (14 nel bob a due, 13 nel bob a quattro);
  - 28 secondi posti (13 nel bob a due, 15 nel bob a quattro);
  - 9 terzi posti (4 nel bob a due, 5 nel bob a quattro).